# Galen Gering
Galen Laius Gering (Los Angeles, 13 febbraio 1971) è un attore statunitense.
Noto per il ruolo di Luis Lopez-Fitzgerald in Passions e di Rafe Hernandez in Il tempo della nostra vita.

## Biografia
Galen Laius Gering è il figlio di Alan Gering e Michele de Oñate ed è nato a Los Angeles in California. È di origine ebraica russa da parte di padre e di origine francese e spagnola/basca da parte di madre (uno dei suoi bisnonni materni era un immigrato basco). Ha una sorella maggiore, Charissa.
All'età di 18 anni, Gering si trasferì a New York per iniziare la carriera di modello. Ha viaggiato in Europa come modello prima di frequentare la New York University per un anno. Gering ha terminato il college presso l'Università di Miami, dove ha studiato scrittura creativa e cinema.

### Carriera
Nel 1999, Gering ha il suo primo ruolo importante nella soap opera Passions nel ruolo dell'agente Luis Lopez-Fitzgerald. Gering è stato nominato una delle 50 persone più belle da People (rivista) nel 2000 ed è rimasto a Passions fino alla sua cancellazione nel 2008. Dopo l'uscita da Passions, nel 2008 Gering ha debuttato nella soap opera Il tempo della nostra vita nei panni di Rafe Hernandez, un agente dell'FBI, ruolo che ricopre tutt'ora.

### Vita privata
Gering ha sposato nel 2000 Jenna Gering e insieme hanno due figli: Dillon Phoenix e Dillon Phoenix Gering.

## Filmografia

### Cinema
- Mein Liebchen, regia di Anita Gouloomian - cortometraggio (2006)

### Televisione
- Miss Match – serie TV, episodio 1x16 (2003)
- Passions – serial TV, 1089 episodi (1999-2008)
- 10 Items or Less – serie TV, episodio 3x08 (2009)
- Venice the Series – web serie, 51 episodi (2009-2016)
- Il tempo della nostra vita (Days of Our Lives) – serial TV, 1782 episodi (2008–in corso)